# Старчество

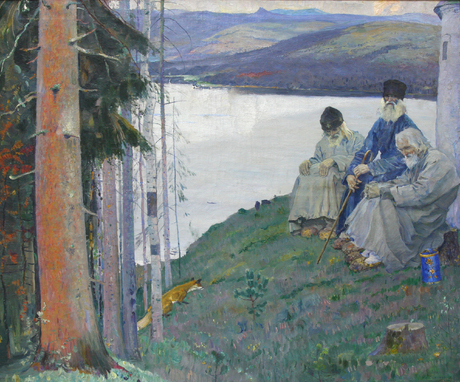
Михаил Нестеров. Три старца. 1915. Национальная галерея Армении

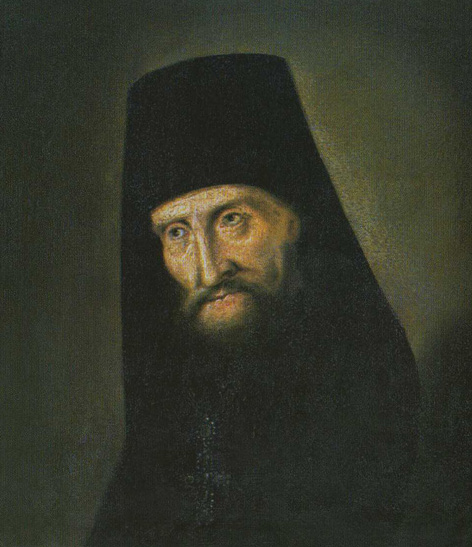
Гробовой старец Амфилохий

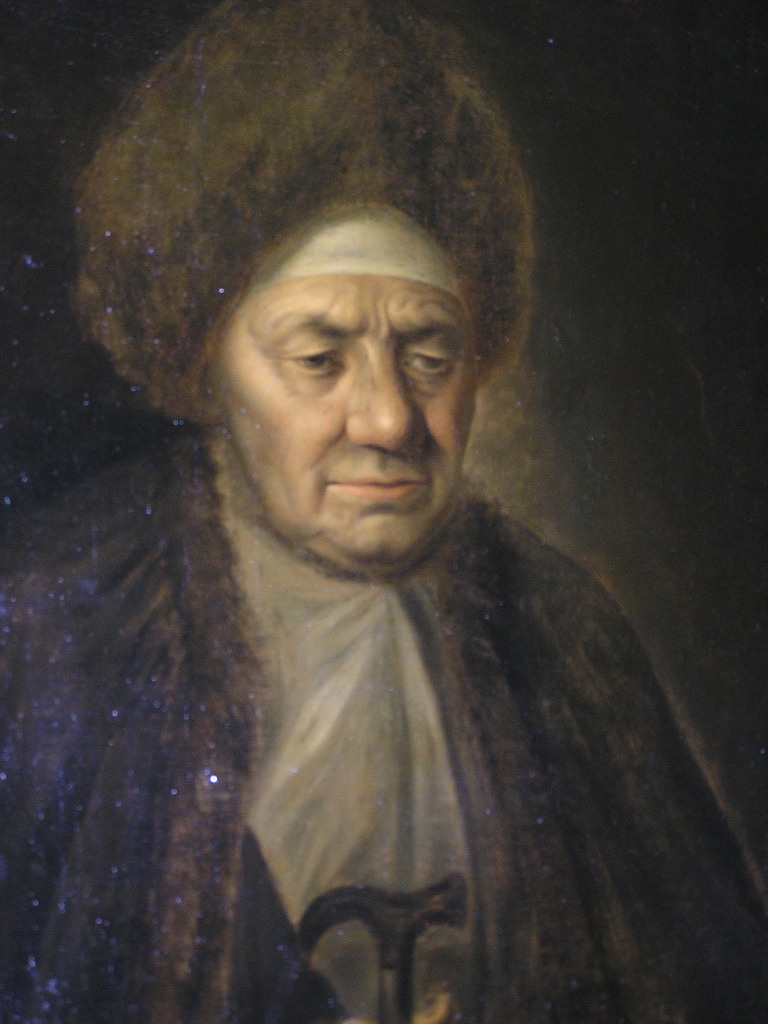
Старица Марфа (Романова)

Ста́рчество (от ста́рец) в православии — монашеский институт, основанный на духовном руководстве монаха-наставника (старца) аскетической практикой послушника.
Старчество возникло  в начале IV века в среде христианских монахов Египта. Для старчества  характерно сочетание ортодоксальной христианской теории с особой аскетической практикой, способствующей через любовь познанию Бога. Отдельные старцы 
достигали высоких ступеней аскезы и умерщвления плоти. В старчестве высоко ценилась роль непрестанной Иисусовой молитвы. В X веке на Афоне возникают объединения христианских монастырей и Афон становится центром старчества. Афонские старцы  в XV веке выдвинули тезис против католицизма: «Лучше чалма, чем тиара». На Руси старчество появляется вместе с введением христианства. Оно пережило некоторый подъем в XIV веке в скитах и пустынях Заволжья (заволжские старцы). Их преемниками была выдвинута мессианская 
идея «Москва — третий Рим». В XVIII—XIX веках старчество вновь получило распространение в России, это было связано с деятельностью 
Паисия Величковского и его учеников. Паисий перевел на славянский язык энциклопедию аскетизма «Добротолюбие». Старчество, возобновленное Паисием, способствовало укреплению и новому обоснованию идей православного мессианизма.
И. П. Давыдов пишет о появлении старчества «в миру», называя имена Алексия и  Сергия Мечёвых, кроме того, он же пишет о появлении женского старчества — дивеевские старицы-юродивые и блаженная Матрона Московская.

## Описание
Духовное наставничество осуществляет специальный человек — старец (как правило священник-монах) над другими монахами, которые живут с ним в одном монастыре; и реже, наставничество осуществляется над приходящими к старцу мирянами. 
Наставничество осуществляется в форме бесед и советов, которые дает старец, приходящим к нему людям.
Термин «старец» имеет в словарях иное, общеупотребительное значение, например, в словаре Даля: «старец — человек престарелый, весьма старый, из стариков старик». В этом же словаре: «Соборный старец — член монастырского собора или совета. Рядовой старец — простой, недолжностный монах». Должность соборного старца известна по крайней мере с XVI века, такую должность занимал в 1530 году Тихон Зворыкин в Иосифо-Волоцком монастыре, который осуществлял надзор за Максимом Греком, сосланным в Иосифов монастырь, а потом за Вассианом Патрикеевым. Должность соборного старца существовала в Киево-Печерской лавре в середине XVII века. Её, например, занимал Антоний (Радивиловский).
Термин «старчество» преимущественно относят к практике духовного наставничества и водительства, культивировавшейся учениками и последователями преподобного Паисия Нямецкого в российских монастырях XIX и начала XX веков.
Старчество в России начало практиковаться в 1800-х годах в Белобережской пустыни под Брянском и получило дальнейшее широкое развитие во многих обителях, особенно во Введенской Оптиной пустыни (Калужская епархия).
Ста́рица — пожилая православная монахиня или религиозная пожилая женщина не монашеского звания, пользующаяся уважением и авторитетом за свою подвижническую жизнь.
В современных женских монастырях старчество не развито.
Существенная разница в положении старца и старицы заключается в том, что первый может иметь священный сан, а стало быть служить не одним только словом, но и очищать душу приходящих к нему таинством покаяния, что весьма важно, ибо к нему приходят иногда люди, смущенные тяжкими грехами. А потому необходимо, чтобы старец мог не только прощать и успокаивать, но и разрешать от грехов смущенную совесть таинством покаяния.
Крайне редко термин «старец» отдельные люди употребляют в отношении старых или опытных священников — не монахов, осуществляющих духовное руководительство на приходе. Например, старец Иоанн Кронштадтский, старец Алексей Мечев.
Явление опытного духовного наставничества встречается очень и очень редко, и осуществляется такое руководительство над людьми хорошо знакомыми старцу, оно не может осуществляться над случайными людьми.
Самое же частое и весьма распространённое явление это ложное старчество, при котором добрый совет от истинного старца заменяется слепым и безрассудным послушанием ложному старцу, считающему своё мнение безошибочным и требующему от мирян безусловного повиновения. О ложном старчестве писал Игнатий Брянчанинов: «Те старцы, которые принимают на себя „роль“, употребим это неприятное слово, принадлежащее языческому миру, чтоб точнее объяснить дело, которое, в сущности, не что иное, как душепагубное актерство и, печальнейшая комедия, — старцы, которые принимают на себя роль древних святых старцев, не имея их духовных дарований, да ведают, что самое их намерение, самые мысли и понятия их о великом иноческом делании — послушании суть ложные, что самый их образ мыслей, их разум, их знание суть самообольщение и бесовская прелесть, которая не может не дать соответствующего себе плода в наставляемом ими».
Как отмечал епископ Савва (Михеев): «Само понятие „старец“ не привязано к какому-либо сану — ни к священническому, ни к архиерейскому. Понятие „старец“ в общем смысле слова означает — человек, умудрённый духовным опытом». В искажённом виде может принимать различные формы младостарчества.

## Известные старцы
См. Категория:Старцы